# Anfiteatro romano di Milano
(Ausonio, Ordo urbium nobilium, VII.)
L'anfiteatro romano di Milano era un antico anfiteatro della città romana di Mediolanum, l'odierna Milano. Avendo un'ellissi di 155 x 125 metri, era il terzo anfiteatro per dimensioni dell'Italia romana dopo il Colosseo e l'anfiteatro di Capua. Era situato fuori dalle mura romane di Milano, in prossimità di Porta Ticinese romana. Realizzato nel I secolo d.C., venne distrutto nel 539 nell'assedio di Milano durante la guerra gotica.
L'anfiteatro romano di Milano, come tutti gli edifici analoghi presenti nelle altre città romane, ospitava combattimenti di gladiatori nonché spettacoli di venationes e naumachie. Durante queste ultime l'anfiteatro veniva allagato.
I suoi resti si trovano tra le moderne vie De Amicis, Conca del Naviglio e Arena (quest'ultimo toponimo ne ricorda l'antica presenza) all'interno del parco archeologico dell'Antiquarium di Milano, che si trova in via De Amicis 17. L'area archeologica visitabile dell'anfiteatro romano di Milano ha una superficie di circa 150 metri quadrati.

## Storia

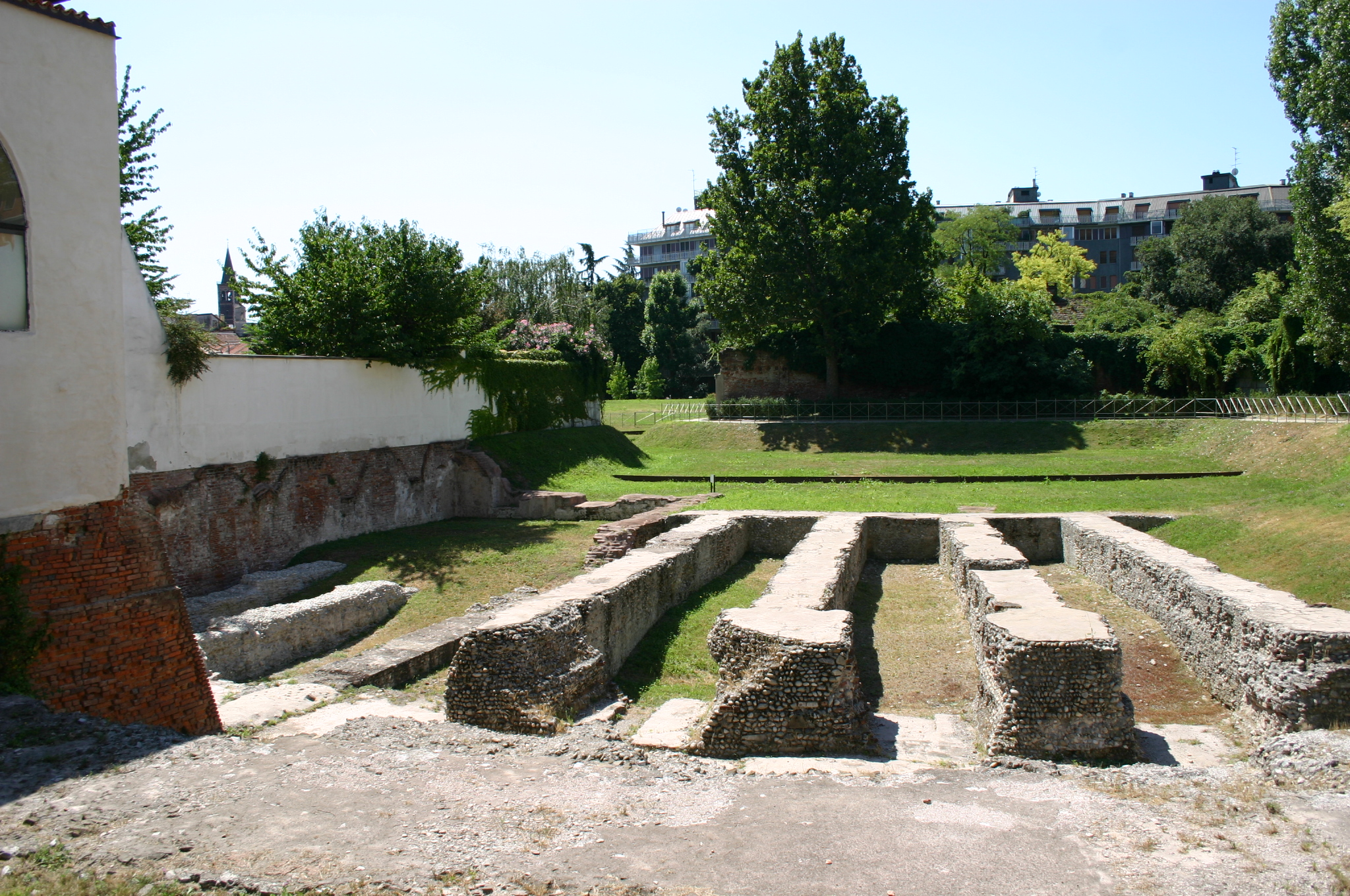
I resti visitabili dell'anfiteatro romano di Milano, risalenti alla fine del I secolo d.C., che si trovano all'interno del parco archeologico dell'Antiquarium di Milano. Era il terzo in capienza dell'Italia romana

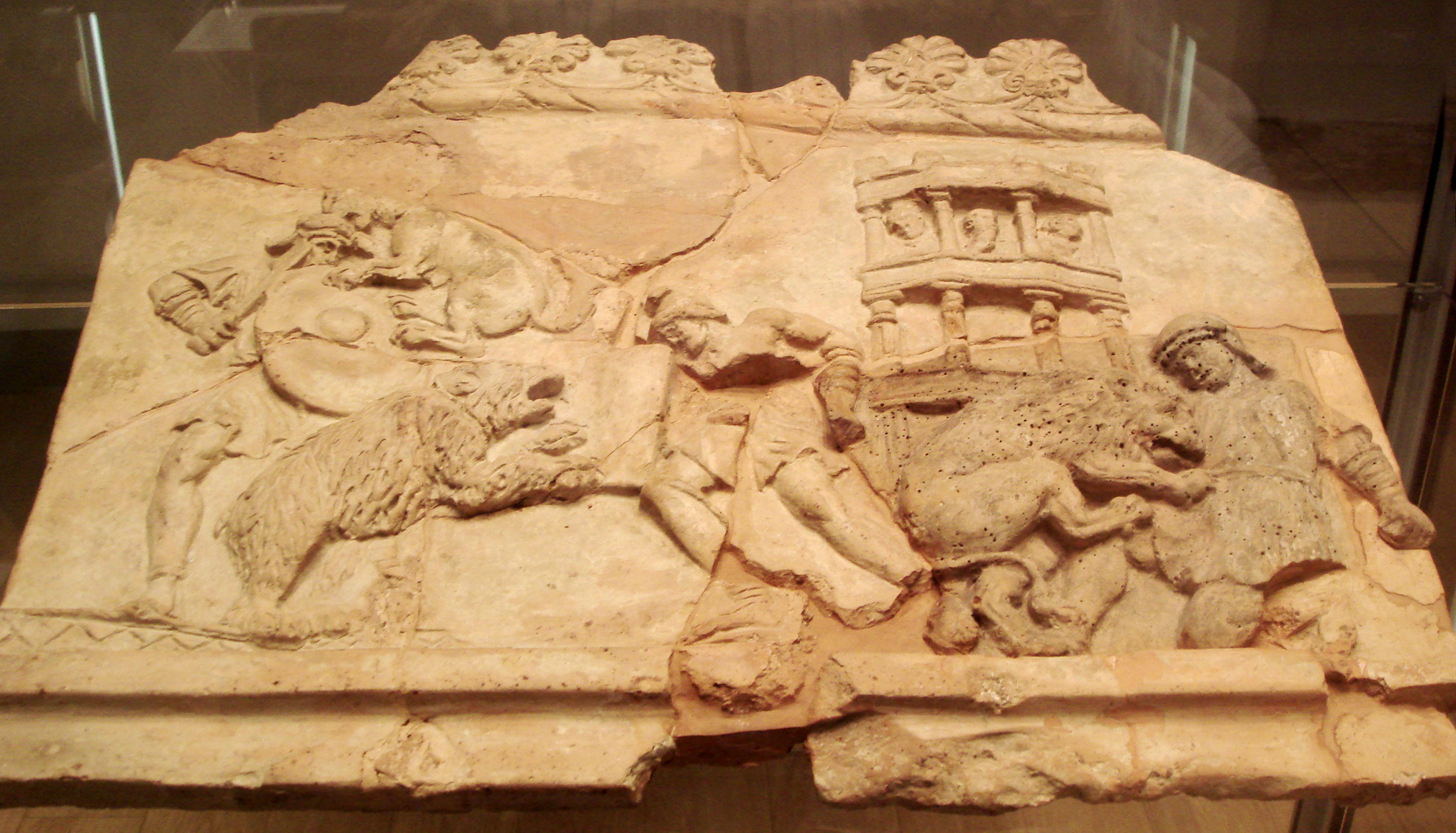
Rilievo ritrovato nei pressi dell'anfiteatro e conservato nell'Antiquarium di Milano che mostra gladiatori impegnati in una venatio

Come di norma, anche a Mediolanum (la moderna Milano), l'anfiteatro venne costruito fuori dalle mura difensive della città, nella fattispecie in prossimità di Porta Ticinese romana, quindi in una posizione strategica rispetto a importanti vie di comunicazione dirette verso sud-ovest. 
La costruzione fu forse iniziata all'inizio del I secolo d.C., con la fine dei lavori che certamente terminò alla fine del secolo citato, quando Mediolanum andava assumendo un importante potere politico ed economico, ma quando era ancora lontana dal periodo in cui ebbe il suo massimo ruolo, che avvenne nei secoli successivi culminando con l'assunzione della funzione di capitale dell'Impero romano d'Occidente, ruolo che ricoprì dal 286 d.C. al 402 d.C.
In seguito l'anfiteatro romano di Milano venne ampliato per poter permettere l'ingresso di un numero maggiore di spettatori e per fornire alla struttura un aspetto più imponente e monumentale.
L'anfiteatro romano di Milano, come tutti gli edifici analoghi presenti nelle altre città romane, ospitava combattimenti di gladiatori nonché spettacoli di venationes e naumachie. Durante queste ultime l'anfiteatro veniva allagato. La partecipazione popolare era assai sentita raggiungendo vette di vero e proprio tifo che spesso sfociava in disordini; per tale motivo l'anfiteatro romano di Milano subì la stessa sorte degli impianti analoghi, ovvero la già citata costruzione fuori dalle mura cittadine. 
Per poter permettere l'edificazione dell'anfiteatro romano di Milano venne livellata l'intera area a sud-ovest della città, originariamente contraddistinta da piccole alture e da fossati naturali. Molto del suolo asportato da questa area (ghiaia, ciottoli e sabbia) fu utilizzato per realizzare della calce nonché le gettate delle fondazioni dell'anfiteatro.
Citato in documenti risalenti al 396 d.C. scritti durante il dominato dell'imperatore Onorio da Paolino di Milano, l'anfiteatro romano di Milano venne abbandonato nei primi secoli del Cristianesimo perché gli anfiteatri erano particolarmente invisi alle autorità religiose del nuovo culto, data la violenza che si perpetrava al loro interno. Questa fu la causa principale del declino degli anfiteatri, a cui si aggiunsero ragioni secondarie (ad esempio le invasioni barbariche, sebbene alcuni invasori decisero poi di ripristinare i giochi dismessi). 
L'anfiteatro romano di Milano ormai in disuso divenne una cava di materiali edili già nel V secolo, quando venne costruita la basilica di San Lorenzo. I blocchi di pietra utilizzati per le fondamenta della basilica sono in parte visibili nell'edificio odierno, e sembrano provenire dal muro di summa cavea dell'anfiteatro, ovvero dalle gradinate dove prendevano posto gli spettatori. Dall'anfiteatro dovrebbe venire anche un capitello di ordine corinzio, sempre presente all'interno della basilica, utilizzato come base di un pilastro. Altro materiale edile proveniente dall'anfiteatro romano di Milano fu impiegato per rinforzare le mura difensive della città. 

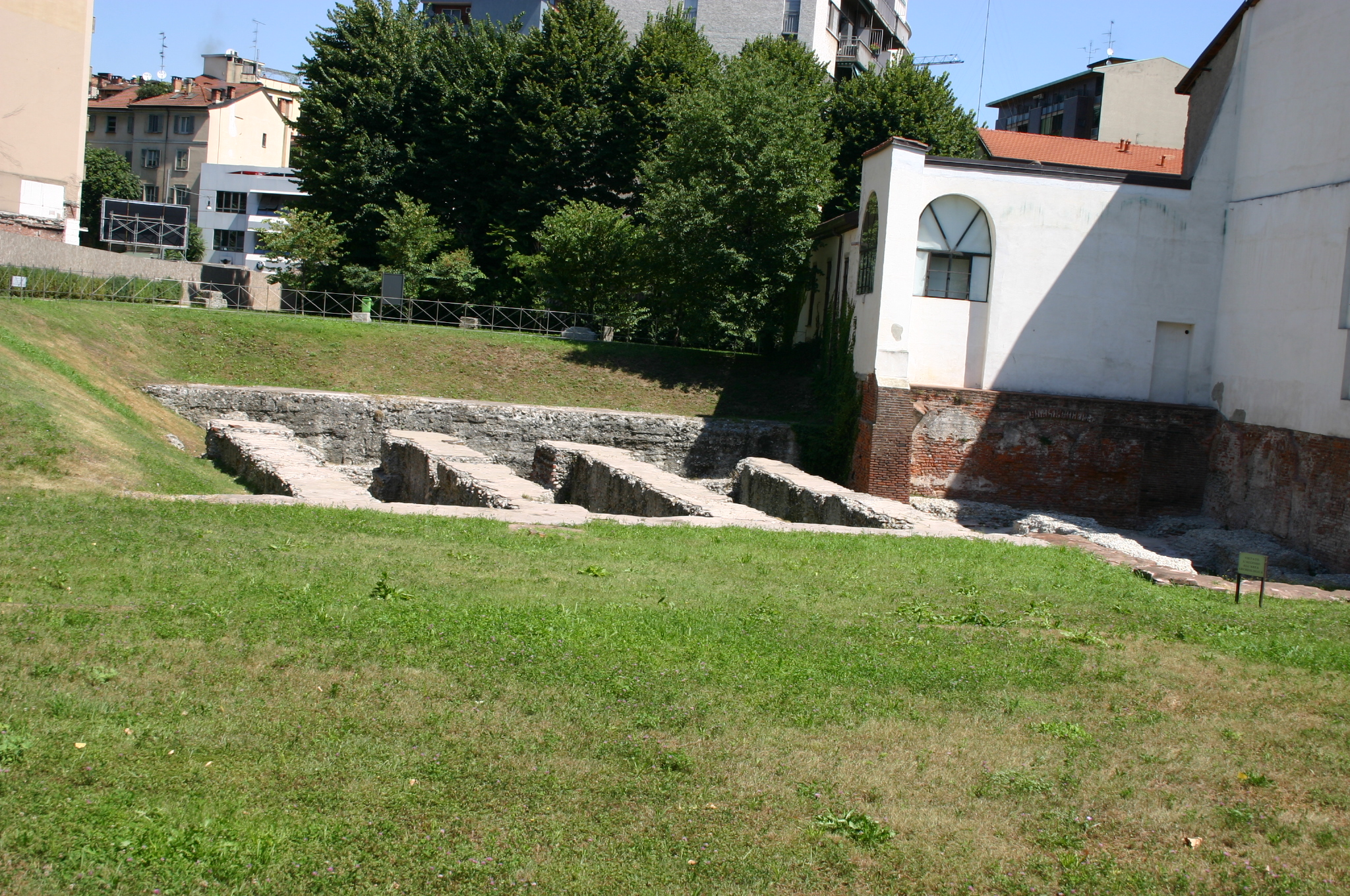
I resti visitabili dell'anfiteatro romano di Milano, che si trovano all'interno del parco archeologico dell'Antiquarium di Milano

L'anfiteatro venne demolito durante un attacco dei barbari alla città di Mediolanum. La datazione della demolizione non è certa: ma comunemente, e con grande probabilità, la si fa risalire al 539 nell'assedio di Milano durante la guerra gotica.

## L'edificio

L'antica Milano romana (Mediolanum) sovrapposta alla Milano moderna. Il rettangolo più chiaro al centro, leggermente sulla destra, rappresenta la moderna piazza del Duomo, mentre il moderno Castello Sforzesco si trova in alto a sinistra, appena fuori dal tracciato delle mura romane di Milano. Al centro, indicato in rosso salmone, il foro romano di Milano, mentre in verde il quartiere del palazzo imperiale romano di Milano

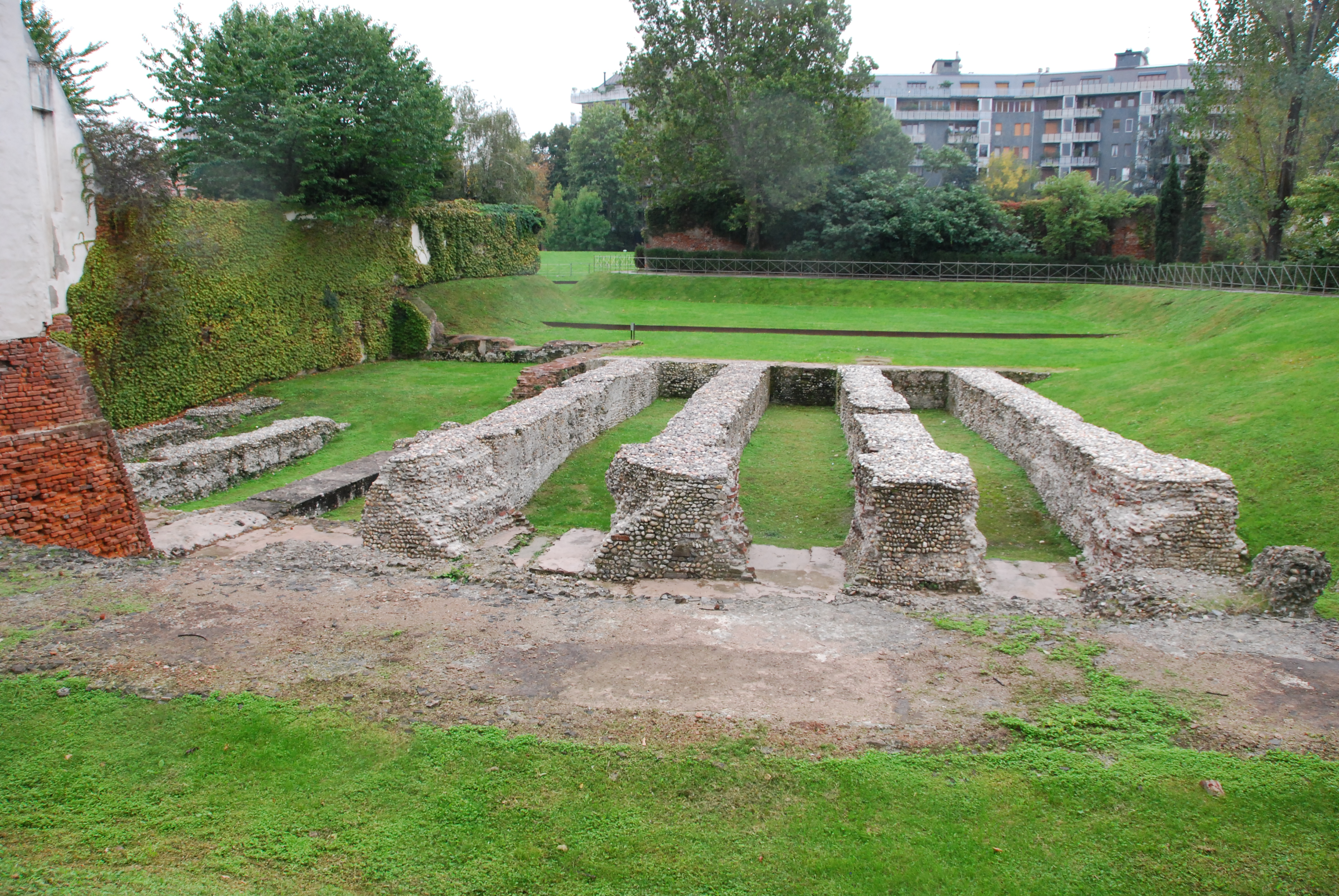
I resti visitabili dell'anfiteatro romano di Milano, che si trovano all'interno del parco archeologico dell'Antiquarium di Milano

Sono serviti diversi decenni di indagini archeologiche per determinare l'esatta localizzazione dell'edificio e le sue dimensioni. I resti esigui della struttura permettono però di determinare con relativa precisione solo la lunghezza, 155 metri, e la larghezza, 125, che lo rendevano il terzo anfiteatro romano per dimensioni dell'Italia romana dopo il Colosseo e l'anfiteatro di Capua, essendo poco più grande dell'arena di Verona. 
Le prime indagini archeologiche fecero pensare che l'arena su cui avvenivano i combattimenti avesse dimensioni 90 x 60 metri. Tali dimensioni vennero ridotte, dopo attenti studi, a 75 metri in lunghezza per 41 in larghezza. Nel complesso l'anfiteatro romano di Milano era in grado di ospitare tra i 20 000 e, secondo altre fonti, i 35 000 spettatori. Era provvisto anche di alcuni vomitoria per poter permettere un agevole deflusso del pubblico, sia in entrata che in uscita dall'anfiteatro.
Da un punto architettonico l'anfiteatro romano di Milano era costituito da una facciata a tre ordini architettonici più un attico nella parte più alta dell'edificio. Dal basso verso l'alto i tre ordini architettonici erano caratterizzati, rispettivamente, da uno stile dorico, ionico e corinzio come nel caso del Colosseo. 
Complessivamente l'anfiteatro romano di Milano era alto 38 metri. Era provvisto anche di velarium, ovvero di una copertura mobile in canapa che garantiva agli spettatori un'adeguata protezione in caso di maltempo o nelle giornate di canicola.

## Resti
Oggi l'area dell'anfiteatro, situata tra le moderne vie De Amicis, Conca del Naviglio e Arena (quest'ultimo toponimo ne ricorda l'antica presenza), si presenta come una zona pianeggiante. Per i resti dell'anfiteatro romano di Milano sono stati istituiti un parco archeologico e un museo, chiamato Antiquarium di Milano che conservano, rispettivamente, i resti dell'anfiteatro e i reperti delle campagne di scavo effettuate fra gli anni cinquanta e sessanta del Novecento.
I resti sono costituiti da una parte visibile e visitabile che si trova all'interno del citato parco archeologico e che corrisponde a una opus caementicium del muro radiale e di quello ellittico interno, un tempo sostenenti le gradinate del pubblico, e da una parte sotto il manto stradale moderno, in corrispondenza delle fondamenta degli odierni palazzi circostanti, corrispondente alle sezioni occidentale e orientale dell'anfiteatro, che invece non è visitabile. Nell'area verde è presente una linea che demarca il perimetro dell'area dove combattevano i gladiatori. L'area archeologica visitabile dell'anfiteatro romano di Milano ha una superficie di circa 150 metri quadrati.
È in corso di realizzazione il progetto “PAN - Parco Amphiteatrum Naturae” con il quale l’area archeologica verrà estesa da nuovi scavi e valorizzata attraverso la piantumazione di alberi e siepi che riprenderanno le linee originarie delle fondazioni dell’arena. I lavori, promossi e diretti dalla Soprintendente Antonella Ranaldi (Soprintendenza Archeologia Belle arti e Paesaggio per la Città metropolitana di Milano) sono diretti dall'architetto Attilio Stocchi. La conclusione dei lavori è prevista entro il 2025.

## Mappa dettagliata di Mediolanum

Mappa dell'antica Milano romana (Mediolanum) (secoli III-V) con indicate le mura e le porte romane di Milano, il foro romano di Milano, il teatro romano di Milano, l'anfiteatro romano di Milano, il circo romano di Milano, l'area del palazzo imperiale romano di Milano (in rosa più tenue), la zecca romana di Milano, le terme Erculee, il mausoleo imperiale di Milano, la via Porticata con l'arco trionfale, i magazzini annonari romani di Milano (lat. horrea), il porto fluviale romano di Milano, i castelli romani di Milano e le basiliche paleocristiane di Milano